# Schilfgebiete zwischen Gimbsheim und Oppenheim inklusive Fischsee
Schilfgebiete zwischen Gimbsheim und Oppenheim inklusive Fischsee este o arie protejată (arie de protecție specială avifaunistică — SPA) din Germania întinsă pe o suprafață de 397 ha, integral pe uscat.

## Localizare
Centrul sitului Schilfgebiete zwischen Gimbsheim und Oppenheim inklusive Fischsee este situat la coordonatele 49°48′22″N 8°22′39″E / 49.8061°N 8.3775°E.

## Înființare
Situl Schilfgebiete zwischen Gimbsheim und Oppenheim inklusive Fischsee a fost declarat arie de protecție specială avifaunistică în ianuarie 2004 pentru a proteja 17 specii de animale.

## Biodiversitate
Situată în ecoregiunea continentală, aria protejată nu include niciun habitat protejat.
La baza desemnării sitului se află mai multe specii protejate de  păsări (17): lăcar-de-rogoz (Acrocephalus schoenobaenus), pescăruș albastru (Alcedo atthis), Ardea purpurea purpurea, erete de stuf (Circus aeruginosus), ciocănitoarea de stejar (Dendrocopos medius), ciocănitoare neagră (Dryocopus martius), presură sură (Emberiza calandra), frunzăriță galbenă (Hippolais icterina), sfrâncioc roșiatic (Lanius collurio), Luscinia svecica cyanecula, gaia neagră (Milvus migrans), gaia roșie (Milvus milvus), codobatura galbenă (Motacilla flava), ciocănitoare verzuie (Picus canus), Rallus aquaticus aquaticus, pițigoi-pungar (Remiz pendulinus), mărăcinar negru (Saxicola torquatus).